# Catherine Capdevielle
Pour les articles homonymes, voir Capdevielle.
Catherine Capdevielle (née le 2 septembre 1938 à Agnos) est une athlète française, spécialiste des épreuves de sprint.

## Palmarès
- 17 sélections en Équipe de France A
- 3e du 100 mètres de l'Universiade d'été 1959, à Turin.
- 5e du 100 mètres aux Jeux olympiques de 1960, à Rome en 11 s 5[1].
- Elle améliore ou égale à onze reprises le record de France du 100 m de 1955 à 1960, le portant à 11 s 4 le 21 août 1960 à Coblence.
- Elle améliore également deux fois le Record de France du 200 mètres, réalisant notamment 23 s 7 en 1960.

Championnats de France Élite :
- - 1re et Championne de France du 100 mètres en 1955, 1956, 1958, 1960
- - 1re et Championne de France du 200 mètres en 1960

| Date | Compétition       | Lieu  | Résultat | Épreuve | Temps  |
| ---- | ----------------- | ----- | -------- | ------- | ------ |
| 1959 | Universiade d'été | Turin | 3e       | 100 m   | 12 s 1 |
| 1960 | Jeux olympiques   | Rome  | 5e       | 100 m   | 11 s 5 |

## Records
| Épreuve | Performance | Lieu | Date |
| ------- | ----------- | ---- | ---- |
| 100 m   | 11 s 4      |      | 1960 |
| 200 m   | 23 s 7      |      | 1960 |

## Distinctions
Elle reçoit la médaille de l'Académie des sports en 1960